# Måndagstjärnen (Bollnäs socken, Hälsingland, 678112-151429)
Måndagstjärnen är en sjö i Bollnäs kommun i Hälsingland och ingår i Testeboåns huvudavrinningsområde.